# Bredenscheid-Stüter
Bredenscheid-Stüter ist ein Stadtteil von Hattingen im Ennepe-Ruhr-Kreis in Nordrhein-Westfalen. Die Ortschaft liegt 4 km südlich der Hattinger Altstadt am Paasbach. Weiter westlich verläuft das Wodantal mit dem Heierbergsbach. Die Bahnlinie und der Bahnhof sind stillgelegt. 
Nördlich fließt der Sprockhöveler Bach mit dem Naturschutzgebiet Unteres Sprockhöveler Bachtal.
Im 18. Jahrhundert wurde Bergbau betrieben, etwa in der Zeche Jalousie.

Gaststätte Voss zur Mühlen, 1908

In Bredenscheid wurde die Zentraldeponie Hattingen betrieben. Sie wurde 2002 stillgelegt. Seit 2014 wurde vermehrt Material aufgetragen, um die Deponie abzudichten.

## Geschichte
Die Gemeinde Bredenscheid-Stüter entstand am 1. April 1926 durch den Zusammenschluss der Gemeinden Bredenscheid und Niederstüter.
Durch das Gesetz zur Neugliederung des Ennepe-Ruhr-Kreises kam Bredenscheid-Stüter am 1. Januar 1970 zum größten Teil zur Stadt Hattingen. Ein Teil von Niederstüter kam zur Stadt Sprockhövel.